# Mödravårdscentral
Mödravårdscentral, MVC, kallas idag på många håll i landet för barnmorskemottagning (BM-mottagning). I Finland heter motsvarande plats mödrarådgivning. Oftast arbetar barnmorskan då på en barnmorskemottagning inom primärvården.
Till barnmorskans arbetsuppgifter hör preventivmedelrådgivning, det vill säga rådgivning kring användning av p-piller, minipiller, spiral, dagen efter-piller, p-spruta och p-stav. Därtill utför barnmorskan graviditetstester samt följer utvecklingen hos mor och foster under graviditeten genom regelbundna kontroller. Man arbetar även förberedande inför förlossning, anordnar föräldrautbildning i syfte att utbilda blivande föräldrar inför föräldraskapet. Man handhar även gynekologiska hälsokontroller, tar cellprover, screenar livmoderhals i syfte att upptäcka eventuell cancer. Barnmorskor samarbetar med psykologer och gynekologer.

## Graviditetskontroller
Exempel på hur ett basprogram för graviditetskontroller kan se ut är följande:
| Graviditets- vecka    | Graviditets- vecka    | Undersökningar och tester |
| --------------------- | --------------------- | --- |
| Först- föder- ska     | Omföd- erska          | Undersökningar och tester |
| 8-12                  | 8-12                  | Omvårdnadsanamnes |
| 12-16                 | 12-16                 | Längd, vikt, BMI, blodtryck, hemoglobin, s-ferritin, slumpplasmaglukos, protein och nitrit i urin, ev klamydia, blodgruppering, immuniseringstest, HIV, rubella, hepatit B, syfilis |
| 17-19                 | 17-19                 | Dateringsultraljud |
| 24                    | 24                    | Fosterljud, SF-mått, blodtryck, protein i urin, slumpplasmaglukos, hemoglobin |
| 28                    | 29                    | Fosterljud, SF-mått, blodtryck, protein i urin, slumpplasmaglukos, immuniseringstest                                                                                                |
| 31                    | 32                    | Fosterljud, SF-mått, blodtryck, protein i urin |
| 33                    | (inget)               | Fosterljud, SF-mått, fosterläge, blodtryck, protein i urin, slumpplasmaglukos, hemoglobin                                                                                           |
| 35                    | 35                    | Fosterljud, SF-mått, fosterläge, blodtryck, protein i urin |
| 37                    | 38                    | Fosterljud, SF-mått, fosterläge, blodtryck, protein i urin |
| 39                    | (inget)               | Fosterljud, SF-mått, fosterläge, blodtryck, protein i urin, hemoglobin |
| 41                    | 41                    | Fosterljud, SF-mått, fosterläge, blodtryck, protein i urin |
| Postpartum vecka 6-12 | Postpartum vecka 6-12 | Gyn undersökning, hemoglobin, blodtryck |

Ytterligare kontroller behövs i regel vid tillstånd såsom:
- Kronisk hypertoni/essentiell hypertoni
- Diabetes mellitus typ 2
- Tidigare graviditet med graviditetsinducerad hypertoni
- Tidigare graviditet med preeklampsi
- Tidigare graviditet med graviditetsdiabetes
- Svår psykosocial problematik

## Specialistmödravård
Graviditeter med särskilda riskfaktorer såsom högt blodtryck, preeklampsi, tillväxthämning, diabetes och tvillingar är ofta i behov av mödravård av specialistmödravård på "specialist-MVC". Detta kan innebära undersökningar såsom ultraljud för tillväxtkontroll (TVK), mängd fostervatten (AFI) och magmått (AD), av obstetrik-läkare.